# Лю Цзи
Лю Цзи (1 июля 1311 — 16 мая 1375), второе имя Бовэнь, посмертное имя Вэнь Чэн (文成) — китайский военный стратег, чиновник, государственный деятель и поэт конца периода Юань и начала периода династии Мин. Он родился в уезде Циньтянь (ныне уезд Вэньчэн провинции Чжэцзян). Он был главным советником лидера повстанцев Чжу Юаньчжана (1328—1398) в конце эпохи Юань, который впоследствии стал императором-основателем династии Мин (правил в 1368—1398 годах). Лю Цзи также известен своими пророчествами и часто именовался как «китайский Нострадамус». Вместе с его современником генералом и учёным Чжао Юем он был одним из соредакторов военного трактата, известного как Huolongjing (Руководство Огненного дракона, кит. 火龍神器陣法). Его самый известный военный трактат известен под названием «Уроки войны».
Самым известным пророчеством Лю Бовэня, написанным в лирическом стиле, является «Песнь Шаобин» (燒餅 歌). Стихотворение написано загадочным стихом и его трудно понять. Некоторые люди полагают, что «Песнь Шаобина» предсказывала будущие события в Китае, включая вторжение монголов 1449 года и основание Китайской Республики в 1911 году.